# SS Gothic (1893)
SS Gothic foi um navio de carga construído em 1893 no estaleiro Harland and Wolff, em Belfast, para a White Star Line. Ele possuía 150 metros de comprimento e 53 de largura, pesando 7 755 toneladas de arqueação bruta. Durante grande parte de sua carreira, ele foi transferido diversas vezes entre a Red Star Line e White Star Line, ambas foram controladas pela Marinha mercante.

## História
Ele viajou inicialmente na rota de Londres para a Nova Zelândia. Ghotic pegou fogo em 1906, e teve que ser mandado para reparos. Depois disso, ele foi convertido em um navio de imigrantes, sendo fretado pela Red Star Line como SS Gothland. No entanto isso não durou muito, em 1911 ele foi transferido novamente para a White Star Line, e o navio voltou a ser chamar Gothic. Dois anos depois, ele mais uma vez serviu a Red Star Line como Gothland, dessa vez ele fez rota entre Antuérpia e Nova Iorque. Em maio de 1921, voltou mais uma vez para a White Star Line, porém manteve o nome Gothland. Em 1924 a embarcação encalhou, após exame dos danos foi decidido que o navio já não era economicamente viável, sendo desmontado em 1925.